# Jakub Brzeźnicki
Jan Brzeźnicki (ur. 1540, zm. 1604) – polski duchowny rzymskokatolicki,  biskup pomocniczy (sufragan) poznański oraz biskup in partibus infidelium enneńskim

## Życiorys
Był synem burmistrza Poznania, studiował m.in. w Poznaniu, Krakowie, Padwie (razem z Janem Zamoyskim) i Rzymie. Podjął posługę w kancelarii biskupa Adama Konarskiego, nawiązywał kontakty z otoczeniem kardynała Stanisława Hozjusza. Od 1571 był kanonikiem katedralnym poznańskim, od 1578 protonotariuszem apostolskim, od 1585 archidiakonem gnieźnieńskim, a od 1594 archidiakonem poznańskim. Decyzję o nominacji na biskupa sufragana poznańskiego podjął wraz z kapitułą bp Łukasz Kościelecki. Stolica Apostolska zatwierdziła wybór w roku 1588. Był ponadto opatem przemęckim. Urząd pełnił do śmierci.
Na podstawie jego opracowań Tomasz Treter zredagował uzupełnienie do katalogu biskupów poznańskich Jana Długosza.
Poświęcił m.in. kościół parafialny w Wiązownie.